# Theodor Ștefănescu
Theodor Ștefănescu (n. 1842, București, Țara Românească – d. 6 noiembrie 1909, București, România) a fost un economist român, guvernator al Băncii Naționale a României în perioada 12 martie 1907 - 1 noiembrie 1909.